# Walterella ocellata
Walterella ocellata är en fjärilsart som beskrevs av Barnes och Mcdunnough 1910. Walterella ocellata ingår i släktet Walterella och familjen nattflyn. Inga underarter finns listade i Catalogue of Life.